# Anisopleura
Anisopleura – rodzaj ważek z rodziny Euphaeidae.

## Podział systematyczny
Do rodzaju należą następujące gatunki:
- Anisopleura bipugio Hämäläinen & Karube, 2013
- Anisopleura comes Hagen, 1880
- Anisopleura furcata Selys, 1891
- Anisopleura lestoides Selys, 1853
- Anisopleura pelecyphora Zhang, Hämäläinen & Cai, 2014
- Anisopleura qingyuanensis Zhou, 1982
- Anisopleura subplatystyla Fraser, 1927
- Anisopleura trulla Hämäläinen, 2003
- Anisopleura vallei St. Quentin, 1937
- Anisopleura yunnanensis Zhu & Zhou, 1999
- Anisopleura zhengi Yang, 1996